# Moorhusen (Ostfriesland)
Moorhusen ist seit der Gemeindegebietsreform vom 1. Juli 1972 ein Ortsteil der Gemeinde Südbrookmerland im Landkreis Aurich in Ostfriesland. Ortsvorsteher ist Hinrich Albrecht. Der Ortsteil ist nicht zu verwechseln mit dem gleichnamigen Dorf Moorhusen im Ortsteil Forlitz-Blaukirchen.

## Lage und Gebiet
Moorhusen liegt etwa zehn Kilometer nordwestlich der Kreisstadt Aurich und gut 13 Kilometer südöstlich von Norden. Insgesamt bedeckt die Gemarkung eine Fläche von 5,21 Quadratkilometern, die in Moorhusen auf Erhebungen von bis zu 2,5 Metern über dem Meeresspiegel ansteigen. Den ursprünglich vorhandenen Moorboden haben die Kolonisten inzwischen weitgehend abgetragen, so dass der Boden heute hauptsächlich aus Talsanden, und Lehm besteht, die von Gley-Podsol unterlagert sind.

## Geschichte
Die Urbarmachung und Besiedelung Moorhusens begann im Jahre 1770. Der Ort entstand am Kreuzungspunkt der heutigen Kreisstraße 118, die von Victorbur nach Rechtsupweg führt, mit der Kreisstraße 204 nach
Berumerfehn. Erstmals wird der Ort im Jahre 1787 als Moorhuesen erwähnt. Die heutige Schreibweise ist seit 1823 geläufig. Der Ortsname ist ostfriesisch-niederdeutschen Ursprungs. Er bedeutet Häuser im Moor.
Während der Napoleonischen Zeit (1806–1813) gehörte Moorhusen nach der Schlacht bei Jena und Auerstedt (1806) zum Arrondissement Aurich im Königreich Holland. Moorhusen war fortan Teil der Mairie Wiegboldsbur. Am 9. Juli 1810 kam es als Teil des neuen Departements Ems-Orientale (Osterems) unmittelbar zum französischen Kaiserreich. Nach dessen Untergang in der Schlacht bei Waterloo und einem kurzen Intermezzo wurde Moorhusen mit Ostfriesland 1815 dem Königreich Hannover zugeschlagen. Nach der Hannoverschen Ämterteilung war das Dorf ab 1817 Teil der Untervogtei Riepe innerhalb der Landdrostei Aurich.
Bis 1870 war Moorhusen dem Armenverband Engerhafe und dem Kirchspiel Engerhafe angegliedert. Danach bildete das Dorf mit dem Nachbarort Münkeboe eine gemeinsame Kirchengemeinde, die bis heute besteht.
In der Zeit der Weimarer Republik war die SPD bei der Wahl zur Deutschen Nationalversammlung mit 56,9 Prozent der Stimmen stärkste Kraft. Bei den Reichstagswahlen 1924 verlor sie aber viele Stimmen und verfehlte ihr Ergebnis von 1919 um insgesamt 20 Prozentpunkte. Damit lag sie nur noch knapp vor der linksliberalen DDP. Am Ende der Weimarer Republik erhielten vor allem die Nationalsozialisten großen Zulauf, so dass die Wahlsiege 1930 sowie 1932 mit 50,6 Prozent (1930) sowie 85 Prozent (1932) ganz klar an die NSDAP gingen. Nach dem Zweiten Weltkrieg dagegen dominierte wiederum die SPD, die bis auf die Bundestagswahlen 1965 und 1969 aus jedem Urnengang als stärkste Kraft hervorging. 2005 erhielt die SPD 65,3 Prozent der Wählerstimmen, während die CDU bei 18,7 Prozent stagnierte.

## Bildung
In Moorhusen befindet sich seit Sommer 2016 einer der beiden Standorte der Integrierten Gesamtschule Marienhafe-Moorhusen. Dabei ist langfristig geplant, die Jahrgänge 5–8 in Moorhusen, die älteren  Schüler in Marienhafe zu beschulen. Während im laufenden Schuljahr nur der Jahrgang 5 in Moorhusen ist, sollen die nächsten Jahrgänge ihnen dort folgen. In den Räumen der IGS befanden sich vor 2006 die Haupt- und Realschule Moorhusen. Weiterhin gab es eine Außenstelle des Gymnasiums Ulricianum, Aurich. In direkter Nachbarschaft zur IGS befindet sich auch die Grundschule Moorhusen.

## Religion
Einziges Kirchengebäude des Ortes ist die Kapelle der Evangelisch-Freikirchlichen Gemeinde (Baptisten), das 1908 errichtet und zuletzt 2008 erweitert wurde. Die evangelischen Christen des Ortes sind Mitglied der Kirchengemeinde Münkeboe-Moorhusen.